# Un trou dans le mur
Pour l’article homonyme, voir Un trou dans le mur (film, 1930).
Pour plus de détails, voir Fiche technique et Distribution.
Un trou dans le mur est un film français réalisé par Émile Couzinet et sorti en 1950.

## Fiche technique
- Réalisation : Émile Couzinet
- Scénario : Émile Couzinet (sous le pseudonyme de Robert Eyquem), d'après la pièce de théâtre Le Trou dans le mur d'Yves Mirande, créée en 1929.
- Dialogues : Émile Couzinet (sous le pseudonyme de Robert Eyquem, Yves Mirande
- Photographie : Roger Fellous
- Production : Burgus Films (Bordeaux)
- Producteur : Émile Couzinet
- Directeurs de production : Georges Sénamaud, Jean Cavaillès
- Pays :  France
- Format :  Noir et blanc - 1,37:1 - 35 mm - Son mono
- Genre : Comédie burlesque
- Durée : 113 minutes
- Date de sortie : 
  - France - 22 février 1950

## Distribution
- André Alerme : Campignac
- Marguerite Pierry : Artémise, une vieille fille ridicule, propriétaire d'un château
- Raymond Galle : André de Kerdrec, un jeune avocat sans cause qui découvre la présence d'un trésor dans le château d'Artémise et se fait engager par elle comme chauffeur
- Jacqueline Dor : Lucie, la nièce d'Artémise dont s'éprend André
- Pierre Palau : l'antiquaire
- Gaby Basset : la cliente
- Nina Myral : la concierge
- François Joux : Anatole
- Claudette Falco : la secrétaire